# Symplocos phaeoneura
Symplocos phaeoneura är en tvåhjärtbladig växtart som beskrevs av B. Stahl. Symplocos phaeoneura ingår i släktet Symplocos och familjen Symplocaceae. Inga underarter finns listade i Catalogue of Life.